# Tarfalajåkka

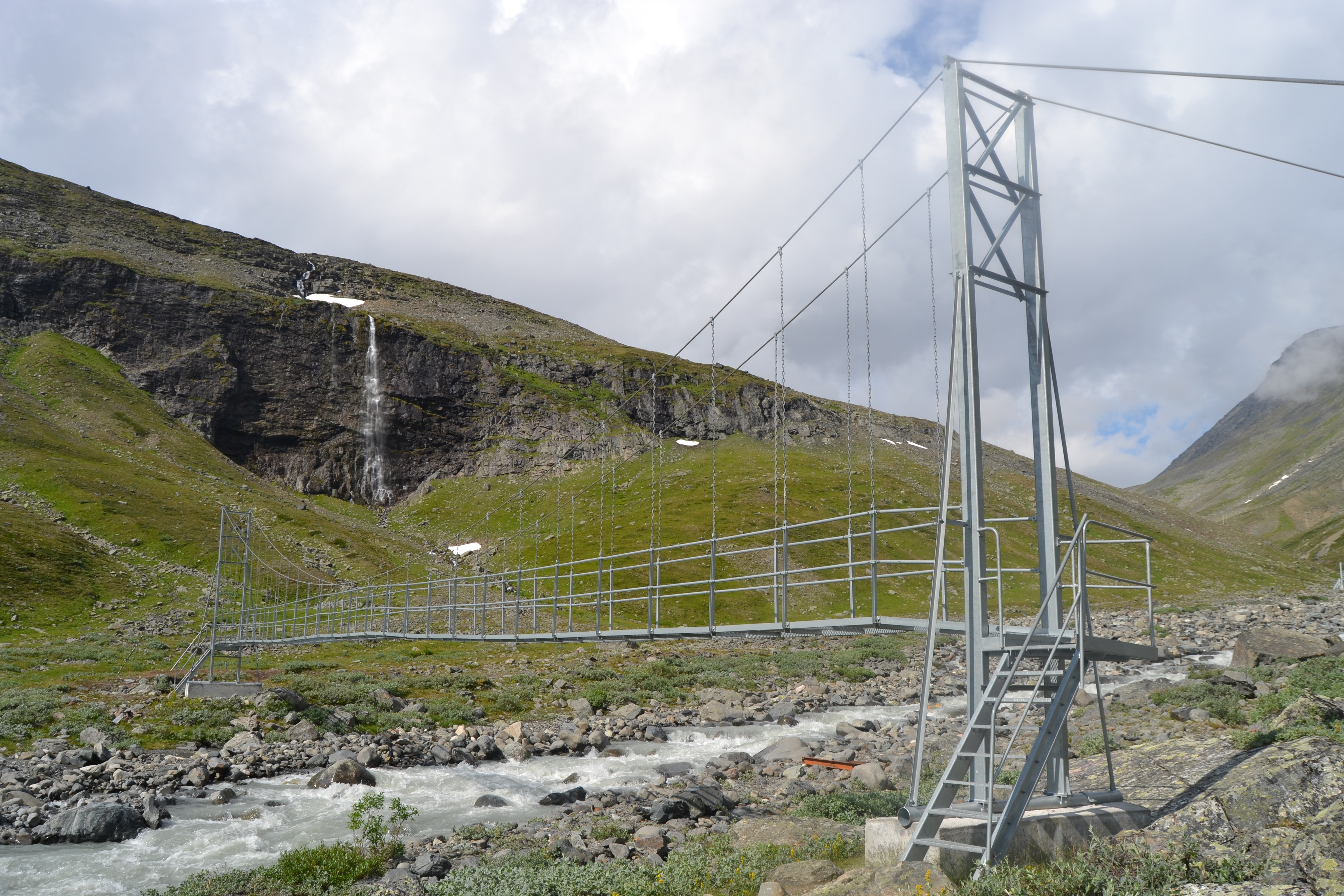
Bro över Tarfalajåkka

Tarfalajåkka (nordsamiska: Darfaljohka) är en jokk i Kiruna kommun. Den är åtta kilometer och rinner från Tarfalajaure i Tarfaladalen till Ladtjojaure i Ladtjovagge nedanför. Jokken avvattnar ett antal stora glaciärer och är därför tämligen vattenrik. Broar finns i Tarfaladalen och någon kilometer öster om Kebnekaise fjällstation.